# Александър Кадиев
Александър Георгиев Кадиев, известен още като Сашо Кадиев, е български актьор и телевизионен водещ.

## Биография

### Ранни години
Александър Кадиев е роден на 30 август 1983 г. в град София. Син е на актрисата Катерина Евро и Георги Кадиев.

### Кариера
Завършва актьорско майсторство за драматичен театър в НАТФИЗ „Кръстьо Сарафов“ при професор Стефан Данаилов през 2008 г. Участва в постановките „Укротяване на опърничавата“, „Великолепния рогоносец“, „Красотата спи“, „Горката Франция“, „Скъперникът“, „Посещението на старата дама“ и други. Става по-известен с ролята си на Пламен в сериала „Стъклен дом“.
От 2012 г. е водещ на предаването „Преди обед“ по bTV заедно с Десислава Стоянова. През 2015 г. (сезон 4) е водещ на риалити шоуто „България търси талант“ по bTV заедно с актрисата, телевизионна водеща и модел Мария Силвестър. През 2019 г. (сезон 6) и 2021 г. (сезон 7) води шоуто с Даниел Петканов.
През 2014 г. печели наградата „Икар“ на Съюза на артистите в България „за поддържаща мъжка роля“, за ролята на Клеант в „Скъперникът“.
През октомври 2019 г. в кината дебютира комедийният филм „Завръщане“, където Кадиев изпълнява ролята на Ангел Дамянов.
В 2021 година като водещ в предаването „Преди обед“ Кадиев прави скандални изявления, които са характеризирани като проява на расизъм и трансфобия. След протестно писмо Кадиев се извинява публично. На 21 юли 2023 г. Кадиев напуска предаването „Преди обед“.
От 1 януари 2024 г. е водещ на забавното куиз шоу „Кой да знае?“ по bTV. През пролетта е един от двамата капитани в телевизионната игра „Аз обичам България“.

### Личен живот
На 19 март 2015 г. Кадиев и приятелката му стават родители на дъщеря.

## Филмография
- „Езерното момче“ (тв, 1995) – Валентин
- „Дзифт“ (2008) – Почерпен студент 3
- „Пряк контакт“ (2009) – пилот на хеликоптер
- „Стъклен дом“ (2010) – Пацо
- „Нокаут или Всичко, което тя написа“ (2016) – Рамбо
- „Завръщане“ (2019) – Ангел Дамянов
- „Завръщане 2“ (2022) – Ангел Дамянов